# Andrzej Voigt
Andrzej Voigt (ur. 1 października 1966 w Kartuzach) – polski ekonomista, menedżer, przedsiębiorca, polityk i urzędnik państwowy, działacz opozycji w PRL.

## Wczesne życie i edukacja
W 1985 ukończył I Liceum Ogólnokształcące im. Józefa Wybickiego w Kościerzynie. Następnie do 1989 studiował na Wydziale Ekonomiki Transportu Uniwersytetu Gdańskiego. W czasie studiów był członkiem pierwszego kierownictwa samorządu studenckiego na UG. W 1992 uzyskał tytuł magistra ekonomii na tej uczelni. W latach 1994–1997 ukończył program Executive MBA na Donau-Universität Krems, odbywając część studiów na UCLA (1996).

## Kariera zawodowa
W 1990 był członkiem Rady ds. Przedsiębiorczości przy Ministrze Przemysłu i Handlu. Od stycznia 1991 do września 1994 był pełnomocnikiem w Ministerstwie Przekształceń Własnościowych, nadzorując prywatyzację ORBIS S.A. oraz tworzenie Polskiej Agencji Inwestycji Zagranicznych. W latach 1991–1994 był także dyrektorem Centrum Informacji i Negocjacji w MPW. Równolegle pełnomocnik rządu ds. utworzenia Agencji do Spraw Inwestycji Zagranicznych, następnie jej wiceprezes (1992–1995). Członek rady nadzorczej ORBIS S.A. w okresie prywatyzacji.
W latach 1996–1999 pełnił funkcję dyrektora ds. marketingu w Banku Austria Creditanstalt Poland S.A. Następnie był dyrektorem ds. marketingu w centrali banku. Zasiadał także w radach nadzorczych Grupy LOTOS S.A. (1998–2000), Narodowego Funduszu Inwestycyjnego II (1998–2000), Rafinerii Gdańskiej S.A., Portu Lotniczego Gdańsk. 
Współzałożyciel Mobyland Sp. z o.o. – operatora GSM/LTE (2007–2011) oraz spółki infrastrukturalnej Autostrada Wschodnia (2008–2017). 
W 2012 pełnił funkcję prezesa klubu piłkarskiego ŁKS Łódź. Zrezygnował po spadku klubu z Ekstraklasy z powodu trudności finansowych.
Od 2000 prezes zarządu spółki AV Inwestor S.A., działającej w obszarze finansowania strukturalnego i inwestycyjnego. Od tego samego roku właściciel firmy Wyspa Kaszuby RT 90+. Od sierpnia 2023 jest przewodniczącym rady Fundacji Rodziny Voigt „Nasze Prawa”.
W 2025 został pracownikiem Najwyższej Izby Kontroli.

## Działalność polityczna i społeczna
W latach 1985–1989 członek Niezależnego Zrzeszenia Studentów na Uniwersytecie Gdańskim. Organizował strajki studenckie, redagował i kolportował ulotki oraz wspierał strajki solidarnościowe na terenie Stoczni Gdańskiej. W latach 1989–1990 był dyrektorem Klubu Prywatnego Przedsiębiorcy w Gdańsku i prezesem komitetu krajowego AIESEC Polska.
Współzałożyciel Kongresu Liberałów (1988) oraz członek zarządu krajowego Kongresu Liberalno-Demokratycznego (do 1994). W 1991 z jego listy kandydował do Sejmu w okręgu gdańskim, nie uzyskując mandatu. Był koordynatorem ds. gospodarki (1996–2001) i szefem zespołu doradców ekonomicznych (1996–2002) Instytutu Lecha Wałęsy. W latach 1999–2001 był członkiem krajowej rady politycznej Chrześcijańskiej Demokracji III RP, która była częścią koalicji AWS.
W 2018 szef Urzędu do Spraw Kombatantów i Osób Represjonowanych potwierdził jego status działacza opozycji antykomunistycznej i osoby represjonowanej z powodów politycznych.
W 2020 zarejestrował komitet na wybory prezydenckie, jednak nie zebrał wymaganej liczby podpisów i nie został zarejestrowany przez PKW; w powtórzonym procesie wyborczym nie zarejestrował komitetu.
W latach 2016–2020 był starszym ekspertem w Centrum im. Adama Smitha. Ekspert Komisji Europejskiej w ramach programu Horyzont Europa przy oceniającym projekty przy Europejskiej Radzie ds. Innowacji European Innovation Council (2018–2023). Od 2019 członek władz reaktywowanej Spółdzielni Świetlik.

## Problemy prawne
W maju 2001 został aresztowany w związku z prywatyzacją Rafinerii Gdańskiej. Spędził 136 dni w areszcie. W 2018 został prawomocnie uniewinniony od wszystkich zarzutów. Sprawę opisano w książce Heleny Kowalik i Szymona Krawca pt. Polowanie. Jak się w Polsce niszczy biznes (2023).

## Odznaczenia
- Krzyż Wolności i Solidarności (2015)[6]

## Publikacje
- Abecadło wg Andrzeja Voigta. Co nas nie zabije to nas wzmocni (Warszawa 2010), ISBN 978-83-87520-94-6.